# Coppa Italia Lega Pro 2008-2009
La Coppa Italia Lega Pro 2008-2009 di calcio si è disputata tra l'agosto 2008 e l'aprile 2009.

## La formula
Vengono ammesse alla competizione tutte le squadre che risultano regolarmente iscritte ad un campionato di Serie C ed alcune di serie D.
La competizione si divide in varie fasi:
- Fase eliminatoria a gironi: vi partecipano le 63 squadre di Lega Pro Prima Divisione (ex Serie C1) e Lega Pro Seconda Divisione che non hanno preso parte al primo turno della coppa Italia maggiore più altre 12 di Serie D comunicate dal Comitato Interregionale. Le 75 squadre sono suddivise in 15 gironi di cinque squadre ciascuna. Si giocano partite di sola andata e vengono ammesse al turno successivo le prime classificate di ogni girone e le 6 migliori seconde.
- Fase ad eliminazione diretta: le 21 squadre qualificate e le 27 provenienti dalla Coppa Italia si affrontano in due turni di gare di sola andata, le 12 vincitrici si qualificano al turno successivo.
- Terzo turno: le 12 squadre sono divise in 4 gironi da 3 squadre ciascuno, con partite di sola andata; la prima di ogni girone si qualifica alle semifinali.
- Semifinali e Finale: si giocano ad eliminazione diretta, con partite di andata e ritorno.

## La fase eliminatoria a gironi
In grassetto le squadre di Serie D

### Girone A
| Squadra         | P.ti | G | V | N | P | GF | GS | DR |
| --------------- | ---- | - | - | - | - | -- | -- | -- |
| 1. Canavese     | 10   | 4 | 3 | 1 | 0 | 5  | 2  | +3 |
| 2. Ivrea        | 7    | 4 | 2 | 1 | 1 | 5  | 5  | 0  |
| 3. Alessandria  | 6    | 4 | 2 | 0 | 2 | 4  | 3  | +1 |
| 4. Valenzana    | 4    | 4 | 1 | 1 | 2 | 2  | 2  | 0  |
| 5. Pro Vercelli | 1    | 4 | 0 | 1 | 3 | 2  | 6  | -4 |

| 17 agosto 2008 1ª giornata | Ivrea | 1 – 1 | Canavese |  |

| 17 agosto 2008 1ª giornata | Valenzana | 0 – 1 | Alessandria |  |

| 20 agosto 2008 2ª giornata | Alessandria | 0 – 1 | Ivrea |  |

| 20 agosto 2008 2ª giornata | Pro Vercelli | 0 – 0 | Valenzana |  |

| 24 agosto 2008 3ª giornata | Canavese | 2 – 1 | Alessandria |  |

| 24 agosto 2008 3ª giornata | Ivrea | 3 – 2 | Pro Vercelli |  |

| 27 agosto 2008 4ª giornata | Pro Vercelli | 0 – 1 | Canavese |  |

| 27 agosto 2008 4ª giornata | Valenzana | 2 – 0 | Ivrea |  |

| 3 settembre 2008 5ª giornata | Alessandria | 2 – 0 | Pro Vercelli |  |

| 3 settembre 2008 5ª giornata | Canavese | 1 – 0 | Valenzana |  |

### Girone B
| Squadra       | P.ti | G | V | N | P | GF | GS | DR |
| ------------- | ---- | - | - | - | - | -- | -- | -- |
| 1. Como       | 10   | 4 | 3 | 1 | 0 | 6  | 1  | +5 |
| 2. Varese     | 8    | 4 | 2 | 2 | 0 | 7  | 4  | +3 |
| 3. Solbiatese | 4    | 4 | 1 | 1 | 2 | 2  | 4  | -2 |
| 4. Pavia      | 3    | 4 | 1 | 0 | 3 | 5  | 7  | -2 |
| 5. Pro Patria | 2    | 4 | 0 | 2 | 2 | 2  | 6  | -4 |

| 17 agosto 2008 1ª giornata | Como | 1 – 0 | Pavia |  |

| 17 agosto 2008 1ª giornata | Pro Patria | 0 – 0 | Varese |  |

| 20 agosto 2008 2ª giornata | Pavia | 3 – 2 | Pro Patria |  |

| 20 agosto 2008 2ª giornata | Solbiatese | 0 – 1 | Como |  |

| 24 agosto 2008 3ª giornata | Pro Patria | 0 – 0 | Solbiatese |  |

| 24 agosto 2008 3ª giornata | Varese | 3 – 2 | Pavia |  |

| 27 agosto 2008 4ª giornata | Como | 3 – 0 | Pro Patria |  |

| 27 agosto 2008 4ª giornata | Solbiatese | 1 – 3 | Varese |  |

| 3 settembre 2008 5ª giornata | Pavia | 0 – 1 | Solbiatese |  |

| 3 settembre 2008 5ª giornata | Varese | 1 – 1 | Como |  |

### Girone C
| Squadra          | P.ti | G | V | N | P | GF | GS | DR |
| ---------------- | ---- | - | - | - | - | -- | -- | -- |
| 1. Lecco         | 12   | 4 | 4 | 0 | 0 | 7  | 1  | +6 |
| 2. Montichiari   | 7    | 4 | 2 | 1 | 1 | 5  | 2  | +3 |
| 3. Carpenedolo   | 7    | 4 | 2 | 1 | 1 | 5  | 4  | +1 |
| 4. Caratese      | 3    | 4 | 1 | 0 | 3 | 3  | 7  | -4 |
| 5. Pizzighettone | 0    | 4 | 0 | 0 | 4 | 3  | 9  | -6 |

| 17 agosto 2008 1ª giornata | Caratese | 0 – 1 | Lecco |  |

| 17 agosto 2008 1ª giornata | Carpenedolo | 0 – 0 | Montichiari |  |

| 20 agosto 2008 2ª giornata | Lecco | 2 – 0 | Carpenedolo |  |

| 17 settembre 2008 2ª giornata | Pizzighettone | 1 – 3 | Caratese |  |

| 24 agosto 2008 3ª giornata | Caratese | 0 – 2 | Carpenedolo |  |

| 24 agosto 2008 3ª giornata | Pizzighettone | 0 – 1 | Montichiari |  |

| 27 agosto 2008 4ª giornata | Carpenedolo | 3 – 2 | Pizzighettone |  |

| 27 agosto 2008 4ª giornata | Montichiari | 1 – 2 | Lecco |  |

| 3 settembre 2008 5ª giornata | Lecco | 2 – 0 | Pizzighettone |  |

| 3 settembre 2008 5ª giornata | Montichiari | 3 – 0 | Caratese |  |

### Girone D
| Squadra                | P.ti | G | V | N | P | GF | GS | DR |
| ---------------------- | ---- | - | - | - | - | -- | -- | -- |
| 1. Südtirol            | 10   | 4 | 3 | 1 | 0 | 8  | 5  | +3 |
| 2. Sambonifacese       | 7    | 4 | 2 | 1 | 1 | 5  | 3  | +2 |
| 3. Rodengo Saiano      | 6    | 4 | 2 | 0 | 2 | 8  | 8  | 0  |
| 4. Verona              | 5    | 4 | 1 | 2 | 1 | 9  | 8  | +1 |
| 5. Montecchio Maggiore | 0    | 4 | 0 | 0 | 4 | 2  | 8  | -6 |

| 17 agosto 2008 1ª giornata | Rodengo Saiano | 2 – 1 | Montecchio |  |

| 17 agosto 2008 1ª giornata | Südtirol | 2 – 2 | Verona |  |

| 20 agosto 2008 2ª giornata | Montecchio | 0 – 1 | Südtirol |  |

| 20 agosto 2008 2ª giornata | Verona | 1 – 1 | Sambonifacese |  |

| 24 agosto 2008 3ª giornata | Südtirol | 3 – 2 | Rodengo Saiano |  |

| 24 agosto 2008 3ª giornata | Sambonifacese | 1 – 0 | Montecchio |  |

| 27 agosto 2008 4ª giornata | Montecchio | 1 – 4 | Verona |  |

| 27 agosto 2008 4ª giornata | Rodengo Saiano | 0 – 2 | Sambonifacese |  |

| 3 settembre 2008 5ª giornata | Sambonifacese | 1 – 2 | Südtirol |  |

| 3 settembre 2008 5ª giornata | Verona | 2 – 4 | Rodengo Saiano |  |

### Girone E
| Squadra            | P.ti | G | V | N | P | GF | GS | DR |
| ------------------ | ---- | - | - | - | - | -- | -- | -- |
| 1. Itala San Marco | 10   | 4 | 3 | 1 | 0 | 9  | 1  | +8 |
| 2. Venezia         | 10   | 4 | 3 | 1 | 0 | 6  | 2  | +4 |
| 3. Montebelluna    | 4    | 4 | 1 | 1 | 2 | 3  | 8  | -5 |
| 4. Rovigo          | 3    | 4 | 1 | 0 | 3 | 2  | 6  | -4 |
| 5. Sacilese        | 1    | 4 | 0 | 1 | 3 | 1  | 4  | -3 |

| 17 agosto 2008 1ª giornata | Rovigo | 1 – 0 | Sacilese |  |

| 17 agosto 2008 1ª giornata | Venezia | 2 – 0 | Montebelluna |  |

| 20 agosto 2008 2ª giornata | Montebelluna | 0 – 5 | Itala San Marco |  |

| 20 agosto 2008 2ª giornata | Sacilese | 0 – 1 | Venezia |  |

| 24 agosto 2008 3ª giornata | Itala San Marco | 1 – 0 | Sacilese |  |

| 24 agosto 2008 3ª giornata | Venezia | 2 – 1 | Rovigo |  |

| 27 agosto 2008 4ª giornata | Rovigo | 0 – 2 | Itala San Marco |  |

| 27 agosto 2008 4ª giornata | Sacilese | 1 – 1 | Montebelluna |  |

| 3 settembre 2008 5ª giornata | Itala San Marco | 1 – 1 | Venezia |  |

| 3 settembre 2008 5ª giornata | Montebelluna | 2 – 0 | Rovigo |  |

### Girone F
| Squadra                 | P.ti | G | V | N | P | GF | GS | DR |
| ----------------------- | ---- | - | - | - | - | -- | -- | -- |
| 1. Giacomense           | 10   | 4 | 3 | 1 | 0 | 7  | 4  | +3 |
| 2. SPAL                 | 9    | 4 | 3 | 0 | 1 | 11 | 4  | +7 |
| 3. San Marino           | 5    | 4 | 1 | 2 | 1 | 7  | 6  | +1 |
| 4. Carpi                | 3    | 4 | 1 | 0 | 3 | 1  | 9  | -8 |
| 5. Bellaria Igea Marina | 1    | 4 | 0 | 1 | 3 | 8  | 11 | -3 |

| 17 agosto 2008 1ª giornata | Bellaria Igea Marina | 3 – 3 | San Marino |  |

| 17 agosto 2008 1ª giornata | SPAL | 6 – 0 | Carpi |  |

| 20 agosto 2008 2ª giornata | Carpi | 1 – 0 | Bellaria Igea Marina |  |

| 20 agosto 2008 2ª giornata | San Marino | 1 – 1 | Giacomense |  |

| 24 agosto 2008 3ª giornata | Bellaria Igea Marina | 2 – 3 | SPAL |  |

| 24 agosto 2008 3ª giornata | Giacomense | 1 – 0 | Carpi |  |

| 27 agosto 2008 4ª giornata | Carpi | 0 – 2 | San Marino |  |

| 27 agosto 2008 4ª giornata | SPAL | 0 – 1 | Giacomense |  |

| 3 settembre 2008 5ª giornata | Giacomense | 4 – 3 | Bellaria Igea Marina |  |

| 3 settembre 2008 5ª giornata | San Marino | 1 – 2 | SPAL |  |

### Girone G
| Squadra          | P.ti | G | V | N | P | GF | GS | DR |
| ---------------- | ---- | - | - | - | - | -- | -- | -- |
| 1. Pistoiese     | 9    | 4 | 3 | 0 | 1 | 6  | 2  | +4 |
| 2. CuoioCappiano | 6    | 4 | 2 | 0 | 2 | 7  | 9  | -2 |
| 3. Prato         | 5    | 4 | 1 | 2 | 1 | 5  | 3  | +2 |
| 4. Viareggio     | 5    | 4 | 1 | 2 | 1 | 4  | 6  | -2 |
| 5. Carrarese     | 2    | 4 | 0 | 2 | 2 | 3  | 5  | -2 |

| 17 agosto 2008 1ª giornata | Carrarese | 1 – 1 | Viareggio |  |

| 17 agosto 2008 1ª giornata | Prato | 0 – 1 | Pistoiese |  |

| 20 agosto 2008 2ª giornata | CuoioCappiano | 2 – 1 | Carrarese |  |

| 20 agosto 2008 2ª giornata | Viareggio | 0 – 0 | Prato |  |

| 24 agosto 2008 3ª giornata | Pistoiese | 3 – 0 | Viareggio |  |

| 24 agosto 2008 3ª giornata | Prato | 4 – 1 | CuoioCappiano |  |

| 27 agosto 2008 4ª giornata | Carrarese | 1 – 1 | Prato |  |

| 27 agosto 2008 4ª giornata | CuoioCappiano | 2 – 1 | Pistoiese |  |

| 3 settembre 2008 5ª giornata | Pistoiese | 1 – 0 | Carrarese |  |

| 3 settembre 2008 5ª giornata | Viareggio | 3 – 2 | CuoioCappiano |  |

### Girone H
| Squadra          | P.ti | G | V | N | P | GF | GS | DR  |
| ---------------- | ---- | - | - | - | - | -- | -- | --- |
| 1. Gubbio        | 8    | 4 | 2 | 2 | 0 | 7  | 3  | +4  |
| 2. Poggibonsi    | 7    | 4 | 2 | 1 | 1 | 6  | 3  | +3  |
| 3. Sangiovannese | 6    | 4 | 1 | 3 | 0 | 6  | 2  | +4  |
| 4. Figline       | 3    | 4 | 0 | 3 | 1 | 4  | 5  | -1  |
| 5. Colligiana    | 1    | 4 | 0 | 1 | 3 | 1  | 11 | -10 |

| 17 agosto 2008 1ª giornata | Colligiana | 0 – 3 | Gubbio |  |

| 17 agosto 2008 1ª giornata | Poggibonsi | 0 – 0 | Sangiovannese |  |

| 20 agosto 2008 2ª giornata | Gubbio | 2 – 1 | Poggibonsi |  |

| 20 agosto 2008 2ª giornata | Sangiovannese | 1 – 1 | Figline |  |

| 24 agosto 2008 3ª giornata | Figline | 2 – 2 | Gubbio |  |

| 24 agosto 2008 3ª giornata | Poggibonsi | 3 – 0 | Colligiana |  |

| 27 agosto 2008 4ª giornata | Colligiana | 0 – 0 | Figline |  |

| 27 agosto 2008 4ª giornata | Gubbio | 0 – 0 | Sangiovannese |  |

| 3 settembre 2008 5ª giornata | Figline | 1 – 2 | Poggibonsi |  |

| 3 settembre 2008 5ª giornata | Sangiovannese | 5 – 1 | Colligiana |  |

### Girone I
| Squadra           | P.ti | G | V | N | P | GF | GS | DR |
| ----------------- | ---- | - | - | - | - | -- | -- | -- |
| 1. Val di Sangro  | 7    | 4 | 2 | 1 | 1 | 6  | 3  | +3 |
| 2. Sambenedettese | 7    | 4 | 2 | 1 | 1 | 4  | 5  | -1 |
| 3. Giulianova     | 6    | 4 | 2 | 0 | 2 | 8  | 6  | +2 |
| 4. Sangiustese    | 4    | 4 | 1 | 1 | 2 | 4  | 4  | 0  |
| 5. Tolentino      | 4    | 4 | 1 | 1 | 2 | 2  | 6  | -4 |

| 17 agosto 2008 1ª giornata | Giulianova | 1 – 2 | Sambenedettese |  |

| 20 agosto 2008 2ª giornata | Tolentino | 2 – 1 | Sangiustese |  |

| 24 agosto 2008 3ª giornata | Sangiustese | 0 – 0 | Sambenedettese |  |

| 24 agosto 2008 3ª giornata | Val di Sangro | 0 – 0 | Tolentino |  |

| 27 agosto 2008 4ª giornata | Sambenedettese | 1 – 4 | Val di Sangro |  |

| 27 agosto 2008 4ª giornata | Tolentino | 0 – 4 | Giulianova |  |

| 3 settembre 2008 5ª giornata | Sambenedettese | 1 – 0 | Tolentino |  |

| 3 settembre 2008 5ª giornata | Sangiustese | 3 – 1 | Giulianova |  |

| 10 settembre 2008 | Val di Sangro | 1 – 0 | Sangiustese |  |

| 17 settembre 2008 | Giulianova | 2 – 1 | Val di Sangro |  |

### Girone L
| Squadra       | P.ti | G | V | N | P | GF | GS | DR |
| ------------- | ---- | - | - | - | - | -- | -- | -- |
| 1. Cisco Roma | 12   | 4 | 4 | 0 | 0 | 10 | 1  | +9 |
| 2. Ternana    | 6    | 4 | 2 | 0 | 2 | 5  | 6  | -1 |
| 3. Olbia      | 6    | 4 | 2 | 0 | 2 | 7  | 5  | +2 |
| 4. Alghero    | 3    | 4 | 1 | 0 | 3 | 4  | 9  | -5 |
| 5. Arrone     | 3    | 4 | 1 | 0 | 3 | 6  | 11 | -5 |

| 17 agosto 2008 1ª giornata | Ternana | 2 – 1 | Arrone |  |

| 20 agosto 2008 2ª giornata | Arrone | 0 – 4 | Cisco Roma |  |

| 24 agosto 2008 3ª giornata | Ternana | 1 – 0 | Olbia |  |

| 27 agosto 2008 4ª giornata | Alghero | 1 – 3 | Arrone |  |

| 27 agosto 2008 4ª giornata | Olbia | 0 – 1 | Cisco Roma |  |

| 3 settembre 2008 5ª giornata | Arrone | 2 – 4 | Olbia |  |

| 3 settembre 2008 5ª giornata | Cisco Roma | 3 – 1 | Ternana |  |

| 10 settembre 2008 | Olbia | 3 – 1 | Alghero |  |

| 17 settembre 2008 | Alghero | 2 – 1 | Ternana |  |

| 24 settembre 2008 | Cisco Roma | 2 – 0 | Alghero |  |

### Girone M
| Squadra            | P.ti | G | V | N | P | GF | GS | DR |
| ------------------ | ---- | - | - | - | - | -- | -- | -- |
| 1. Isola Liri      | 8    | 4 | 2 | 2 | 0 | 4  | 1  | +3 |
| 2. Cassino         | 7    | 4 | 2 | 1 | 1 | 5  | 4  | +1 |
| 3. Aversa Normanna | 5    | 4 | 1 | 2 | 1 | 5  | 5  | 0  |
| 4. Juve Stabia     | 5    | 4 | 1 | 2 | 1 | 4  | 3  | +1 |
| 5. Morolo          | 1    | 4 | 0 | 1 | 3 | 4  | 9  | -5 |

| 17 agosto 2008 1ª giornata | Juve Stabia | 1 – 2 | Aversa Normanna |  |

| 17 agosto 2008 1ª giornata | Morolo | 1 – 3 | Isola Liri |  |

| 20 agosto 2008 2ª giornata | Cassino | 0 – 1 | Isola Liri |  |

| 20 agosto 2008 2ª giornata | Juve Stabia | 2 – 0 | Morolo |  |

| 24 agosto 2008 3ª giornata | Isola Liri | 0 – 0 | Aversa Normanna |  |

| 24 agosto 2008 3ª giornata | Morolo | 1 – 2 | Cassino |  |

| 27 agosto 2008 4ª giornata | Aversa Normanna | 2 – 2 | Morolo |  |

| 27 agosto 2008 4ª giornata | Cassino | 1 – 1 | Juve Stabia |  |

| 3 settembre 2008 5ª giornata | Aversa Normanna | 1 – 2 | Cassino |  |

| 3 settembre 2008 5ª giornata | Isola Liri | 0 – 0 | Juve Stabia |  |

### Girone N
| Squadra            | P.ti | G | V | N | P | GF | GS | DR |
| ------------------ | ---- | - | - | - | - | -- | -- | -- |
| 1. Barletta        | 7    | 4 | 2 | 1 | 1 | 5  | 4  | +1 |
| 2. Campobasso      | 7    | 4 | 2 | 1 | 1 | 4  | 1  | +3 |
| 3. Virtus Lanciano | 6    | 4 | 1 | 3 | 0 | 3  | 2  | +1 |
| 4. Manfredonia     | 3    | 4 | 0 | 3 | 1 | 1  | 3  | -2 |
| 5. Pescina VG      | 2    | 4 | 0 | 2 | 2 | 0  | 3  | -3 |

| 17 agosto 2008 1ª giornata | Pescina VG | 0 – 0 | Virtus Lanciano |  |

| 20 agosto 2008 2ª giornata | Campobasso | 2 – 0 | Pescina VG |  |

| 24 agosto 2008 3ª giornata | Pescina VG | 0 – 0 | Manfredonia |  |

| 24 agosto 2008 3ª giornata | Virtus Lanciano | 0 – 0 | Campobasso |  |

| 27 agosto 2008 4ª giornata | Barletta | 1 – 0 | Pescina VG |  |

| 27 agosto 2008 4ª giornata | Manfredonia | 0 – 0 | Virtus Lanciano |  |

| 3 settembre 2008 5ª giornata | Campobasso | 2 – 0 | Manfredonia |  |

| 3 settembre 2008 5ª giornata | Virtus Lanciano | 3 – 2 | Barletta |  |

| 10 settembre 2008 | Barletta | 1 – 0 | Campobasso |  |

| 17 settembre 2008 | Manfredonia | 1 – 1 | Barletta |  |

### Girone O
| Squadra           | P.ti | G | V | N | P | GF | GS | DR |
| ----------------- | ---- | - | - | - | - | -- | -- | -- |
| 1. Noicattaro     | 8    | 4 | 2 | 2 | 0 | 5  | 3  | +2 |
| 2. Melfi          | 7    | 4 | 2 | 1 | 1 | 3  | 2  | +1 |
| 3. Monopoli       | 6    | 4 | 1 | 3 | 0 | 3  | 1  | +2 |
| 4. Fidelis Andria | 4    | 4 | 1 | 1 | 2 | 3  | 5  | -2 |
| 5. Bitonto        | 1    | 4 | 0 | 1 | 3 | 1  | 4  | -3 |

| 17 agosto 2008 1ª giornata | Bitonto | 0 – 1 | Andria BAT |  |

| 17 agosto 2008 1ª giornata | Melfi | 0 – 1 | Noicattaro |  |

| 20 agosto 2008 2ª giornata | Noicattaro | 1 – 0 | Bitonto |  |

| 20 agosto 2008 2ª giornata | Monopoli | 0 – 0 | Melfi |  |

| 24 agosto 2008 3ª giornata | Andria BAT | 2 – 2 | Noicattaro |  |

| 24 agosto 2008 3ª giornata | Bitonto | 0 – 0 | Monopoli |  |

| 27 agosto 2008 4ª giornata | Melfi | 2 – 1 | Bitonto |  |

| 27 agosto 2008 4ª giornata | Monopoli | 2 – 0 | Andria BAT |  |

| 3 settembre 2008 5ª giornata | Andria BAT | 0 – 1 | Melfi |  |

| 3 settembre 2008 5ª giornata | Noicattaro | 1 – 1 | Monopoli |  |

### Girone P
| Squadra      | P.ti | G | V | N | P | GF | GS | DR |
| ------------ | ---- | - | - | - | - | -- | -- | -- |
| 1. Cosenza   | 9    | 4 | 3 | 0 | 1 | 12 | 4  | +8 |
| 2. Paganese  | 7    | 4 | 2 | 1 | 1 | 3  | 1  | +2 |
| 3. Potenza   | 7    | 4 | 2 | 1 | 1 | 7  | 8  | -1 |
| 4. Savoia    | 3    | 4 | 1 | 0 | 3 | 6  | 9  | -5 |
| 5. Scafatese | 3    | 4 | 1 | 0 | 3 | 5  | 11 | -6 |

| 17 agosto 2008 1ª giornata | Paganese | 2 – 0 | Cosenza |  |

| 20 agosto 2008 2ª giornata | Cosenza | 3 – 1 | Savoia |  |

| 20 agosto 2008 2ª giornata | Scafatese | 1 – 0 | Paganese |  |

| 24 agosto 2008 3ª giornata | Potenza | 1 – 4 | Cosenza |  |

| 24 agosto 2008 3ª giornata | Savoia | 3 – 2 | Scafatese |  |

| 27 agosto 2008 4ª giornata | Paganese | 1 – 0 | Savoia |  |

| 27 agosto 2008 4ª giornata | Scafatese | 2 – 3 | Potenza |  |

| 3 settembre 2008 5ª giornata | Cosenza | 5 – 0 | Scafatese |  |

| 3 settembre 2008 5ª giornata | Potenza | 0 – 0 | Paganese |  |

| 10 settembre 2008 | Savoia | 2 – 3 | Potenza |  |

### Girone Q
| Squadra          | P.ti | G | V | N | P | GF | GS | DR  |
| ---------------- | ---- | - | - | - | - | -- | -- | --- |
| 1. Gela          | 8    | 4 | 2 | 2 | 0 | 13 | 2  | +11 |
| 2. Catanzaro     | 7    | 4 | 2 | 1 | 1 | 13 | 5  | +8  |
| 3. Vibonese      | 7    | 4 | 2 | 1 | 1 | 8  | 5  | +3  |
| 4. Vigor Lamezia | 6    | 4 | 2 | 0 | 2 | 5  | 12 | -7  |
| 5. Igea Virtus   | 0    | 4 | 0 | 0 | 4 | 2  | 17 | -15 |

| 17 agosto 2008 1ª giornata | Igea Virtus | 0 – 2 | Gela |  |

| 17 agosto 2008 1ª giornata | Vigor Lamezia | 2 – 1 | Catanzaro |  |

| 20 agosto 2008 2ª giornata | Vibonese | 0 – 0 | Gela |  |

| 20 agosto 2008 2ª giornata | Vigor Lamezia | 2 – 0 | Igea Virtus |  |

| 24 agosto 2008 3ª giornata | Gela | 2 – 2 | Catanzaro |  |

| 24 agosto 2008 3ª giornata | Igea Virtus | 2 – 5 | Vibonese |  |

| 27 agosto 2008 4ª giornata | Catanzaro | 8 – 0 | Igea Virtus |  |

| 27 agosto 2008 4ª giornata | Vibonese | 2 – 1 | Vigor Lamezia |  |

| 3 settembre 2008 5ª giornata | Catanzaro | 2 – 1 | Vibonese |  |

| 3 settembre 2008 5ª giornata | Gela | 9 – 0 | Vigor Lamezia |  |

## Fase 1 ad eliminazione diretta

### Primo turno

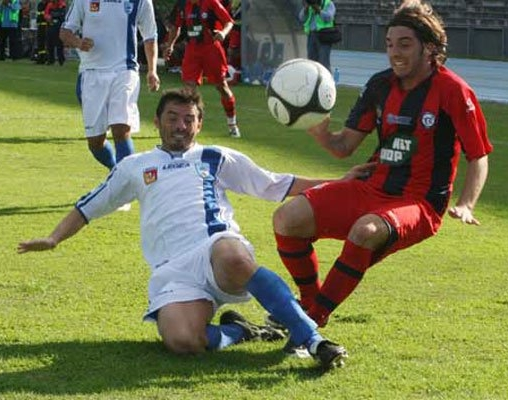
Cosenza - Gela 0-1

| Squadra 1  | Risultato | Squadra 2       |
| ---------- | --------- | --------------- |
| 08.10.2008 |           |                 |
| Novara     | 5 - 2     | Canavese        |
| Legnano    | 0 - 3     | Varese          |
| Como       | 2 - 3     | Monza           |
| Pro Sesto  | 2 - 1     | Lecco           |
| Reggiana   | 0 - 1     | Südtirol        |
| Pergocrema | 0 - 1     | Montichiari     |
| Cremonese  | 5 - 2     | Mezzocorona     |
| Cesena     | 3 - 1     | Lumezzane       |
| Padova     | 2 - 1     | Itala San Marco |
| Venezia    | 0 - 2     | Bassano Virtus  |
| SPAL       | 2 - 0     | Giacomense      |
| Ravenna    | 3 - 1     | Portogruaro     |
| Pistoiese  | 1 - 0     | Poggibonsi      |
| Arezzo     | 1 - 2     | Foligno         |
| Perugia    | 5 - 3     | Gubbio          |
| Isola Liri | 2 - 1     | Cisco Roma      |
| Benevento  | 1 - 3     | Cavese          |
| Sorrento   | 3 - 2     | Real Marcianise |
| Celano     | 0 - 4     | Pescara         |
| Foggia     | 3 - 0     | Val di Sangro   |
| Barletta   | 0 - 1     | Taranto         |
| Gallipoli  | 2 - 0     | Noicattaro      |
| Crotone    | 3 - 2     | Catanzaro       |
| Cosenza    | 0 - 1     | Gela            |

| 8 ottobre 2008, ore 15:00 | Arezzo | 1 – 2 | Foligno |  |

| 8 ottobre 2008, ore 15:00 | Barletta | 0 – 1 | Taranto |  |

| 8 ottobre 2008, ore 15:00 | Benevento | 1 – 3 | Cavese |  |

| 8 ottobre 2008, ore 15:00 | Celano | 0 – 4 | Pescara |  |

| 8 ottobre 2008, ore 20:30 | Cesena | 3 – 1 | Lumezzane |  |

| 15 ottobre 2008, ore 15:00 | Como | 2 – 3 | Monza |  |

| 8 ottobre 2008, ore 15:00 | Cosenza | 0 – 1 | Gela |  |

| 8 ottobre 2008, ore 15:00 | Cremonese | 5 – 2 | Mezzocorona |  |

| 15 ottobre 2008, ore 20:30 | Crotone | 3 – 2 | Catanzaro |  |

| 22 ottobre 2008, ore 15:00 | Foggia | 3 – 0 | Val di Sangro |  |

| 8 ottobre 2008, ore 15:00 | Gallipoli | 2 – 0 | Noicattaro |  |

| 8 ottobre 2008, ore 20:30 | Isola Liri | 2 – 1 | Cisco Roma |  |

| 8 ottobre 2008, ore 20:30 | Legnano | 0 – 3 | Varese |  |

| 8 ottobre 2008, ore 15:00 | Novara | 5 – 2 | Canavese |  |

| 8 ottobre 2008, ore 15:00 | Padova | 2 – 1 | Itala San Marco |  |

| 8 ottobre 2008, ore 15:00 | Pergocrema | 0 – 1 | Montichiari |  |

| 8 ottobre 2008, ore 20:30 | Perugia | 5 – 3 | Gubbio |  |

| 8 ottobre 2008, ore 20:30 | Pistoiese | 1 – 0 | Poggibonsi |  |

| 15 ottobre 2008, ore 15:00 | Pro Sesto | 2 – 1 | Lecco |  |

| 8 ottobre 2008, ore 18:30 | Ravenna | 3 – 1 | Portogruaro-Summaga |  |

| 8 ottobre 2008, ore 15:00 | Reggiana | 0 – 1 | Südtirol |  |

| 8 ottobre 2008, ore 15:00 | Sorrento | 3 – 2 | Real Marcianise |  |

| 8 ottobre 2008, ore 20:30 | SPAL | 2 – 0 | Giacomense |  |

| 8 ottobre 2008, ore 20:30 | Venezia | 0 – 2 | Bassano Virtus |  |

### Secondo turno
| Squadra 1      | Risultato       | Squadra 2   |
| -------------- | --------------- | ----------- |
| 29.10.2008     |                 |             |
| Novara         | 4 - 3 (dts)     | Varese      |
| Pro Sesto      | 2 - 4 (dts)     | Monza       |
| Südtirol       | 1 - 3           | Montichiari |
| Cesena         | 0 - 2           | Cremonese   |
| Bassano Virtus | 1 - 2           | Padova      |
| SPAL           | 1 - 3           | Ravenna     |
| Foligno        | 0 - 1           | Pistoiese   |
| Perugia        | 2 - 1           | Isola Liri  |
| Cavese         | 0 - 0 (3-4 dcr) | Sorrento    |
| Foggia         | 5 - 3           | Pescara     |
| Gallipoli      | 1 - 0           | Taranto     |
| Gela           | 5 - 0           | Crotone     |

| 29 ottobre 2008 | Bassano Virtus | 1 – 2 | Padova |  |

| 29 ottobre 2008                              | Cavese               | 0 – 0 (d.t.s.) | Sorrento |  |
| \| \| \| \| \| \| Tiri di rigore 3 – 4 \| \| |                      |                |          |  |
|                                              |                      |                |          |  |
|                                              | Tiri di rigore 3 – 4 |                |          |  |

| 29 ottobre 2008 | Cesena | 0 – 2 | Cremonese |  |

| 29 ottobre 2008 | Foggia | 5 – 3 | Pescara |  |

| 29 ottobre 2008 | Foligno | 0 – 1 | Pistoiese |  |

| 29 ottobre 2008 | Gallipoli | 1 – 0 | Taranto |  |

| 29 ottobre 2008 | Gela | 5 – 0 | Crotone |  |

| 29 ottobre 2008 | Novara | 4 – 3 (d.t.s.) | Varese |  |

| 29 ottobre 2008 | Perugia | 2 – 1 | Isola Liri |  |

| 29 ottobre 2008 | Pro Sesto | 2 – 4 (d.t.s.) | Monza |  |

| 29 ottobre 2008 | SPAL | 1 – 3 | Ravenna |  |

| 29 ottobre 2008 | Südtirol | 1 – 3 | Montichiari |  |

### Terzo turno

#### Girone 1
| Squadra        | P.ti | G | V | N | P | GF | GS | DR |
| -------------- | ---- | - | - | - | - | -- | -- | -- |
| 1. Novara      | 4    | 2 | 1 | 1 | 0 | 5  | 3  | +2 |
| 2. Monza       | 2    | 2 | 0 | 2 | 0 | 2  | 2  | 0  |
| 3. Montichiari | 1    | 2 | 0 | 1 | 1 | 1  | 3  | -2 |

| 19 novembre 2008 1ª giornata | Novara | 2 – 2 | Monza |  |

| 26 novembre 2008 2ª giornata | Monza | 0 – 0 | Montichiari |  |

| 10 dicembre 2008 3ª giornata | Montichiari | 1 – 3 | Novara |  |

#### Girone 2
| Squadra      | P.ti | G | V | N | P | GF | GS | DR |
| ------------ | ---- | - | - | - | - | -- | -- | -- |
| 1. Cremonese | 6    | 2 | 2 | 0 | 0 | 4  | 2  | +2 |
| 2. Padova    | 1    | 2 | 0 | 1 | 1 | 3  | 4  | -1 |
| 3. Pistoiese | 1    | 2 | 0 | 1 | 1 | 1  | 2  | -1 |

| 19 novembre 2008 1ª giornata | Padova | 1 – 1 | Pistoiese |  |

| 26 novembre 2008 2ª giornata | Pistoiese | 0 – 1 | Cremonese |  |

| 10 dicembre 2008 3ª giornata | Cremonese | 3 – 2 | Padova |  |

#### Girone 3
| Squadra    | P.ti | G | V | N | P | GF | GS | DR |
| ---------- | ---- | - | - | - | - | -- | -- | -- |
| 1. Foggia  | 4    | 2 | 1 | 1 | 0 | 3  | 2  | +1 |
| 2. Perugia | 2    | 2 | 0 | 2 | 0 | 0  | 0  | 0  |
| 3. Ravenna | 1    | 2 | 0 | 1 | 1 | 2  | 3  | -1 |

| 19 novembre 2008 1ª giornata | Perugia | 0 – 0 | Ravenna |  |

| 26 novembre 2008 2ª giornata | Ravenna | 2 – 3 | Foggia |  |

| 10 dicembre 2008 3ª giornata | Foggia | 0 – 0 | Perugia |  |

#### Girone 4
| Squadra      | P.ti | G | V | N | P | GF | GS | DR |
| ------------ | ---- | - | - | - | - | -- | -- | -- |
| 1. Sorrento  | 6    | 2 | 2 | 0 | 0 | 8  | 1  | +7 |
| 2. Gallipoli | 3    | 2 | 1 | 0 | 1 | 2  | 2  | 0  |
| 3. Gela      | 0    | 2 | 0 | 0 | 2 | 2  | 9  | -7 |

| 19 novembre 2008 1ª giornata | Gallipoli | 2 – 1 | Gela |  |

| 26 novembre 2008 2ª giornata | Gela | 1 – 7 | Sorrento |  |

| 10 dicembre 2008 3ª giornata | Sorrento | 1 – 0 | Gallipoli |  |

## Fase 2 ad eliminazione diretta

### Semifinali
| Squadra 1 | Totale | Squadra 2 | Andata     | Ritorno     |
| --------- | ------ | --------- | ---------- | ----------- |
|           |        |           | 18.02.2009 | 08.03.2009  |
| Cremonese | 2 - 1  | Novara    | 1 - 0      | 1 - 1 (dts) |
| Sorrento  | 4 - 3  | Foggia    | 2 - 2      | 2 - 1       |

### Finale
| Squadra 1 | Totale | Squadra 2 | Andata     | Ritorno    |
| --------- | ------ | --------- | ---------- | ---------- |
|           |        |           | 25.03.2009 | 23.04.2009 |
| Cremonese | 0 - 1  | Sorrento  | 0 - 0      | 0 - 1      |